# Школа № 16 (Воронеж)
МОУ СОШ № 16 — муниципальное бюджетное общеобразовательное учреждение средняя общеобразовательная школа, расположенная в старинном микрорайоне исторического центра Воронежа.

## История
На месте школы находилась каменная церковь Сошествия Святого духа на Апостолов. Рядом с церковью находилось Терновое кладбище, на котором похоронены участники Бородинской битвы. Церковь, была закрыта в 1934 году, а в 1937 году на месте её колокольни было построено здание школы. Во время Великой Отечественной войны в школе располагался госпиталь. Некоторые были переоборудованы под операционные.
В 1945 году школу разделили на женскую и мужскую (в результате в женской школе стало 952 ученицы, а в мужской — 526 учеников). В здании современной 16-й школы было 3 организации: мужская и женская неполные средние школы и военный госпиталь. После того как, в августе 1954 года на Всероссийском совещании министров просвещения СССР, заведующих гороно и облоно было принято решение о переходе на совместное обучение, в 1967 году произошло обратное преобразование мужской и женской школ в 2 средних общих.
В здании на ул. Мало-Терновой находилась средняя школа № 17, а школа № 16 находилась на ул. Сакко и Ванцетти, 72. В 1969 году школа № 17 получила здание в другом районе, а школа № 16 переехала в здание, которое оно занимает по сей день. В 1998 году в школе создан краеведческий музей. 16 февраля 2001 года музей получил свидетельство о присвоении звания «Школьный музей „Терновая поляна“». В 2002 году школа выступила с инициативой о создании мемориального парка на месте старого Тернового кладбища, которое находилось в крайне запущенном состоянии. Многочисленные субботники на территории кладбища проводятся каждый год. В 2004 году директором стала Пополитова Елена Васильевна. С 2021 года школой руководит Степин Владимир Валентинович.

## Знаменитые учителя
- Елфимов Михаил Семёнович — участник войны, проработал в школе № 16 учителем 50 лет (с 1946 года), сейчас работает в Отделе Образования администрации Центрального района.
- Козберг Геннадий Александрович — начал педагогическую деятельность в школе № 16 учителем истории, затем — заместитель начальника Управления народного образования Воронежской области.